# 三遊亭歌奴
三遊亭 歌奴（さんゆうてい うたやっこ）は落語家の名跡。
- 初代三遊亭歌奴 - 後∶二代目三遊亭円歌
- 二代目三遊亭歌奴 - 後∶三代目三遊亭圓歌[注 1]
- 三代目三遊亭歌奴 - 当該項目で記述
- 四代目三遊亭歌奴 - 本項にて詳述

四代目三遊亭 歌奴（1977年3月19日 - ）は、大分県大分市出身の落語家。本名∶柴田 陽介。出囃子は『供奴』。紋は『片喰』。

## 経歴
大分大学教育学部附属小学校、同中学校時代にクラブ活動として落語研究会に入る。
大分県立大分商業高等学校時代に友人と「豊の国落語会」を結成し、高齢者福祉施設等の慰問や敬老会などの舞台に県内各地を飛び回り、地元ケーブルテレビのレギュラー番組、ラジオ番組のレギュラーなどの実績を積む。在学中に同級生は進学、就職活動するなか、一人、三代目三遊亭圓歌に弟子入り許可を取り付け卒業と同時、1995年3月に弟子入りし「歌きち」と命名される。その模様は地元テレビ番組『電撃黒潮隊』（OBSテレビ）で九州ネットで放送された。6月に新宿末広亭で初高座。
1999年5月、「三遊亭歌彦」で二ツ目昇進。2002年、北とぴあ若手落語家競演会 北とぴあ大賞受賞。2008年、さがみはら若手落語家選手権優勝。
2008年9月21日より三代目三遊亭歌橘、春風亭百栄、三代目古今亭志ん丸、古今亭菊太楼と共に真打ちに昇進し、四代目三遊亭歌奴を襲名。2010年、彩の国落語大賞を受賞。

## 芸歴
- 1995年3月 - 三代目三遊亭圓歌に入門、前座名「歌きち」。
- 1999年5月 - 二ツ目昇進、「歌彦」と改名。
- 2008年9月 - 真打昇進、「四代目三遊亭歌奴」を襲名。

## 出囃子
1. 満州娘（1999年 - 2008年）
2. 供奴（2008年 - ）

## 一門弟子

### 二ツ目
- 三遊亭歌彦

### 前座
- 三遊亭歌きち

## 演目

### 古典落語
- 幾代餅
- 井戸の茶碗
- うどん屋
- 応挙の幽霊
- 御神酒徳利
- 掛け取り[注 2]
- 片棒
- 子別れ
- 肝つぶし
- 死神
- 芝浜
- たちきり
- 試し酒
- 胴乱の幸助
- 好きと恐い
- ねずみ
- 寝床
- 船徳
- 棒鱈
- 妾馬
- 淀五郎

#### 政談
- 五貫裁き
- 小間物屋政談
- 匙加減
- 三方一両損
- 大工調べ

#### 相撲噺
- 阿武松
- 小田原相撲
- 越の海
- 佐野山
- 花筏

### 新作落語
- 授業中
- 電話の遊び

## 出演

### ウェブテレビ
- ABEMA寄席（2020年5月2日、ABEMA）[1]

### 映画
- 二つ目物語（2022年、林家しん平監督、クロスロード）- おでん屋店主 役